# Xianshui He
Xianshui He (kinesiska: 鲜水河) är ett vattendrag i Kina. Det ligger i provinsen Sichuan, i den sydvästra delen av landet, omkring 300 kilometer väster om provinshuvudstaden Chengdu.
Genomsnittlig årsnederbörd är 1 114 millimeter. Den regnigaste månaden är juni, med i genomsnitt 266 mm nederbörd, och den torraste är januari, med 5 mm nederbörd.